# ان‌جی‌سی ۲۰۷۰
ان‌جی‌سی ۲۰۷۰ (انگلیسی: NGC 2070) (همچنین به عنوان کالدول ۱۰۳ شناخته می‌شود) یک خوشه ستاره‌ای باز و یک نامزد خوشه ابر خوشه ستاره‌ای باز است که قلب منطقه درخشان در مرکز-جنوب شرقی ابر ماژلانی بزرگ را تشکیل می‌دهد. این سحابی در مرکز سحابی رتیل قرار دارد و بیشتر انرژی را تولید می‌کند که گاز و غبار دومی را قابل مشاهده می‌کند. تراکم مرکزی آن خوشه ستاره ای آر۱۳۶ است که یکی از پرانرژی‌ترین خوشه‌های ستاره ای شناخته شده‌است. در میان ستارگان آن بسیاری از ابعاد بزرگ وجود دارند، از جمله دومین ستاره پرجرم شناخته شده، آر ۱۳۶ ای۱، با 215 M☉ و ۶٫۱۶ میلیون جرم خورشیدی است.